# Hyas (crustacé)
Pour les articles homonymes, voir Hyas (homonymie).
Genre
Hyas est un genre de crabes de la famille des Oregoniidae. Il comporte cinq espèces actuelles et quatre fossiles.

## Liste des espèces actuelles
- Hyas alutaceus Brandt, 1851
- Hyas araneus (Linnaeus, 1758) - crabe-crapaud du Canada
- Hyas coarctatus Leach, 1815 - crabe-lyre du Canada
- Hyas lyratus Dana, 1851
- Hyas ursinus Rathbun, 1924

## Référence
- Leach, 1814 : Crustaceology. The Edinburgh Encyclopædia. vol. 7. p. 385–437.

## Synonymie
Hyas Wagler, 1830 est aussi un synonyme de Hyla, un genre d'anoures créé par Wagler en 1830.